# Alec Díaz
Alec Díaz (San Juan, Puerto Rico; 7 de diciembre de 2001) es un futbolista puertorriqueño-estadounidense. Juega de delantero. Es internacional absoluto por la selección de Puerto Rico desde 2019.

## Trayectoria
Nacido en San Juan, Díaz creció en el Estado de Washington donde comenzó a jugar fútbol. Entró a las inferiores del Seattle Sounders FC en 2015, y fue promovido al segundo equipo de la USL en 2018.
En marzo de 2022, firmaría en el Toronto FC II de la nueva MLS Next Pro. De cara a la temporada 2024 y en la misma liga, fichó en el Colorado Rapids 2.

## Selección nacional
Debutó en la selección de Puerto Rico el 5 de septiembre de 2019 ante Honduras por un amistoso.

## Clubes
| Club               | País           | Año       |
| ------------------ | -------------- | --------- |
| Seattle Sounders 2 | Estados Unidos | 2018-2021 |
| Toronto FC II      | Canadá         | 2022-2023 |
| Colorado Rapids 2  | Estados Unidos | 2024      |